# Піскун Олександр Ілліч
Піскун Олександр Ілліч (30 липня 1953 року, місто Зіньків Полтавської області) — народний депутат України І скликання, Співзасновник Народного руху України в Сумській області (Співголова Сумської Крайової організації НРУ, 1989), кандидат історичних наук,  історик, юрист, фахівець у галузі проблем міжнародної міграції.

## Біографія
Народився в сім'ї вчителів. В 1970 році працював робітником на Зіньківському бурякопункті. Після служби в армії (прикордонні війська) працював ковалем-штампувальником Київського заводу імені Лепсе. У 1980-х роках — на різних посадах у Сумській філії Харківського Харківського політехнічного інституту. Закінчив історичний факультет (1979) та юридичний (1996) Київського університету імені Т. Г. Шевченка, потім — аспірантуру при ньому.
У другому турі парламентських виборів (березень 1990 року) переміг у Зарічному виборчому окрузі № 342 (місто Суми). Був членом Комісії з питань державного суверенітету, міжреспубліканських і міжнаціональних відносин. Заступник голови Народної ради.
У 1993—1994 роках був першим заступником Міністра у справах національностей та міграції. З 1994 року — заступник генерального директора Міжнародного фонду «Відродження». З 1996 — консультант з законодавчих питань Консультативно-дорадчої ради при Верховній Раді України.
Голова Наглядової Ради Центру Досліджень Проблем Міграції. Головний редактор українського інформаційно-аналітичного журналу «Проблеми міграції». Керівник програм розвитку демократії та врядування відділу сприяння розвитку демократії та врядування Агентства Сполучених Штатів Америки з міжнародного розвитку.
Указом Президента Петра Порошенка від 31 березня 2015 року введений в якості експерта до складу Конституційної комісії.

## Основні напрямки наукових досліджень
- порівняльний аналіз міжнародної міграційної політики, законодавства, етно-національної політики та національних відносин;
- консультаційна робота для міжнародних та українських організацій, які працюють у сфері захисту прав людини, національних відносин, міграції.

## Праці
- Пискун А. И. Партийное руководство деятельностью комсомола по организации и развитию движения студенческих отрядов: дис. … канд. ист. наук / Пискун А. И. — К., 1987. — 245 с.
- Піскун О. І. Основи міграційного права: Порівняльний аналіз: Навч. посібник / Олександр Ілліч Піскун . — Київ: Леся, 1998 . — 359 с. : табл. — Бібліогр.: с.328-342 . — ISBN 966-7166-10-4.

## Інше
У 1974—1990 роках — член КПРС, надалі — член Народного Руху України, (член Великої ради НРУ).
Державний службовець 1-го рангу (з квітня 1994 року).
Одружений, двоє дітей.